# The Pink Panther Strikes Again
The Pink Panther Strikes Again é uma coprodução estadunidense e britânica de 1976, do gênero comédia, dirigida por Blake Edwards.
É o quinto filme da série The Pink Panther.

## Elenco
- Peter Sellers .... Inspetor Jacques Clouseau
- Herbert Lom .... Inspetor-chefe Charles Dreyfus
- Lesley-Anne Down .... Olga Bariosova
- Burt Kwouk .... Cato Fong
- Colin Blakely .... diretor Alec Drummond
- Leonard Rossiter .... superintendente Quinlan
- André Maranne .... sargento François Chevalier
- Byron Kane ..., secretário de estado Henry Kissinger
- Dick Crockett .... presidente Gerald Ford
- Richard Vernon .... professor Hugo Fassbender
- Briony McRoberts .... Margo Fassbender
- Dudley Sutton ... . Hugh McClaren
- Hal Galili .... Danny Salvo

## Principais prêmios e indicações
Oscar 1977 (EUA)
- Indicado na categoria de melhor trilha sonora.

Globo de Ouro 1977 (EUA)
- Indicado nas categorias de melhor filme - musical/comédia e melhor ator de cinema - musical/comédia (Peter Sellers).

Writers Guild of America 1977 (EUA)
- Venceu na categoria de melhor roteiro de comédia adaptado.